# Silalahi Pagar Batu
Silalahi Pagar Batu is een bestuurslaag in het regentschap Toba Samosir van de provincie Noord-Sumatra, Indonesië. Silalahi Pagar Batu telt 1178 inwoners (volkstelling 2010).